# Panamas Davis Cup-lag
 Panamas Davis Cup-lag styrs av Panamas tennisförbund och representerar Panama i tennisturneringen Davis Cup, tidigare International Lawn Tennis Challenge. Panama debuterade i sammanhanget 1996, och har bland annat slutat trea i Amerikazonen tre gånger.